# ŽNK Osijek
A ŽNK Osijek egy horvát női labdarúgócsapat, melynek székhelye Eszék városában található. Az 1990-ben alapított klub a horvát első osztályban szerepel és mind a bajnokságban, mind a kupában rekorder a győzelmeket tekintve.

## A keret
| #  |     | Poszt | Név              |
| -- | --- | ----- | ---------------- |
| 2  | CRO | V     | Matea Bićan      |
| 3  | CRO | KP    | Mateja Bulut     |
| 4  | CRO | CS    | Lara Lucić       |
| 5  | CRO | V     | Katarina Pranješ |
| 6  | CRO | V     | Iva Culek        |
| 7  | CRO | KP    | Kristina Nevrkla |
| 8  | CRO | KP    | Violeta Baban    |
| 9  | CRO | CS    | Lorena Balić     |
| 10 | CRO | KP    | Izabela Lojna    |

| #  |     | Poszt | Név               |
| -- | --- | ----- | ----------------- |
| 11 | CRO | CS    | Monika Conjar     |
| 14 | CRO | KP    | Marija Kunštek    |
| 15 | CRO | V     | Martina Matijević |
| 16 | CRO | CS    | Martina Šalek     |
| 17 | CRO | CS    | Ena Pernar        |
| 18 | CRO | V     | Tamara Laslavić   |
| 19 | CRO | KP    | Ivana Maltašić    |
| 20 | CRO | KP    | Elena Šipoš       |
| 30 | CRO | K     | Karla Slanovic    |

## Sikerek
- 1. HNLŽ: (22 alkalommal)
  - Bajnok: 1993–94, 1994–95, 1995–96, 1996–97, 1997–98, 1998–99, 1999–00, 2000–01, 2001–02, 2002–03, 2006–07, 2007–08, 2008–09, 2009–10, 2010–11, 2011–12, 2012–13, 2013–14, 2014–15, 2015–16, 2016–17, 2017–18

- Horvát kupa: (19 alkalommal)
  - Bajnok: 1994–95, 1995–96, 1996–97, 1997–98, 1998–99, 1999–00, 2000–01, 2001–02, 2006–07, 2007–08, 2008–09, 2009–10, 2010–11, 2011–12, 2012–13, 2013–14, 2014–15, 2015–16, 2016–17

## Külső hivatkozások
- ŽNK Osijek az UEFA oldalán (angolul)